# مسجد بهشتي نجاد
مسجد بهشتي نجاد هو مسجد تاريخي يعود إلى عصر القاجاريون، ويقع في أصفهان.